# Hi (arménien)
Cette page contient des caractères spéciaux ou non latins. S’ils s’affichent mal (▯, ?, etc.), consultez la page d’aide Unicode.
Hi, յի ou հի en arménien ([hi]), est la 21e lettre de l'alphabet arménien.

## Linguistique
Hi est utilisé pour représenter le son de :
- en arménien classique, [j] ;
- en arménien moderne (oriental et occidental), [h] et [j].

Dans la norme ISO 9985, la lettre est translittérée par « y ».

## Représentation informatique
- Unicode[1] :
  - Capitale Յ : U+0545
  - Minuscule յ : U+0575